# حالة السلسلة المنصهرة
حالة السلسلة المنصهرة (بالإنجليزية: Chain-melted state)‏ هي حالة جديدة من حالات المادة، تتمكن فيها الذرات من الوجود في حالتين معًا في الوقت عينه، صلبة وسائلة. حيث يمكن لذرات عنصر البوتاسيوم، في ظروف ضغط وحرارة شديدين، أن تعيد ترتيب نفسها لتصبح صلبة وسائلة في آن.
قام الباحثون من جامعة إدنبرة بعمل محاكاة حاسوبية لفهم الكيفية التي ترتب بها 20 ألف ذرة بوتاسيوم نفسها في حالات الضغط القاسي والحرارة الشديدة، فأظهرت النتائج أن الذرات صنعت هيكلين متداخلين -مع بعضهما بعضا- ومستقرين، أحدهما صلب والآخر سائل. وقد لاحظ مجموعة من الباحثين الآخرين هذه الظاهرة في عام 2014، ومع ذلك، كان يعتقد فقط أنها حالة انتقالية.
وقد يساعد هذا النموذج الجديد في فهم طبقات الأرض، مثل الوشاح، لأن ذرات المادة في تلك المنطقة تتواجد تحت ضغط وحرارة مشابهين للنموذج الذي جرى بناؤه، ما قد يحسن من فهم طبيعة الأرض بصورة أحسن.